# Ilyesmi itt nem fordulhat elő többé
Az Ilyesmi itt nem fordulhat elő többé (Sånt händer inte här) egy 1950-ben bemutatott Ingmar Bergman által rendezett svéd filmdráma, kémfilm. A történet Waldemar Christofer Brøgger I løpet av tolv timer című regényén alapszik.

## Szereposztás
| Színész         | Karakter   |
| --------------- | ---------- |
| Signe Hasso     | Vera       |
| Alf Kjellin     | Almkvist   |
| Gösta Cederlund | Az orvos   |
| Ulf Palme       | Atkä Natas |
| Yngve Nordwall  | Lindell    |
| Hannu Kompus    | A pap      |
| Sylvia Täl      | Vanja      |
| Els Vårman      | Menekült   |
| Edmar Kuus      | Leino      |
| Rudolf Lipp     | Skuggan    |

## Cselekmény
Atkä Natas – aki a második világháború idején még náci haláltáborokban dolgozott – magát mérnöknek kiadva érkezik a svéd fővárosba, miközben egy tipikus vasfüggönyön túli rezsim, Liquidatzia ügynökeként tevékenykedik. Útjának célja, hogy titkos ipari információkat adjon át amerikaiaknak, illetve jó pénzért felkínálja nekik a Stockholmban tartózkodó titkos ügynökök listáját is. Felesége, Vera maga is bizonyos mértékig titkos tevékenységet űz, amennyiben rejtőzködő menekülteket gyógyít, segédkezik a szökésük megtervezésében, sőt szeretőt is tart, a rendőr Almkvist személyében.
A nő segítséget kér férjétől a szülei kicsempészéséhez Liquidatziából, Natas viszont valójában munkatáborba juttatja apósát és anyósát; Vera erről értesülve bosszút esküszik. A film egy üldözési jelenetsorral zárul, melyben Natas életét veszti, a hősies rendőr és a nő pedig egymáséi lesznek.

## Kritikák a filmről
- Ritter György: Férc(film)művek. A filmtörténet zsenijeinek közreműködése ismeretlen fércművekben. Filmtett.ro, 2017. augusztus 18. Hozzáférés: 2017. augusztus 21.

## Fordítás
- Ez a szócikk részben vagy egészben  a   This Can't Happen Here című angol Wikipédia-szócikk fordításán alapul.  Az eredeti cikk szerkesztőit annak laptörténete sorolja fel. Ez a jelzés csupán a megfogalmazás eredetét és a szerzői jogokat jelzi, nem szolgál a cikkben szereplő információk forrásmegjelöléseként.